# 兵農分離
兵農分離（へいのうぶんり）は、日本史における用語の一つで、戦国時代から江戸時代にかけて推し進められた、武士階級とそれ以外の階級との身分的分離政策を指す。江戸時代には、江戸幕府が国政を管掌する途上において、武士と他の階級を明確に区別し、武士を最上位に置く体制を確立した。

## 概要
兵農分離は、戦国時代から江戸時代にかけて推し進められた武士階級とそれ以外の階級との身分的分離政策を指す。兵の専業化による強化、武士が農業から離れ農地の非所有、在地武士制から城下集住と領主による農民の直接支配への転換、二刀帯刀の武士とそれ以外の農民・漁民・商人・僧侶の区別、身分固定などの政策が行われた。
しかしこの政策はその地域の農業・商業力が一定以上の条件を満たしていることが前提となっており、江戸時代でも土佐国や九州地方、東北地方では半農制が多く残り続け、完全な兵農分離がされていない地域も存在した。また一般的には兵農分離が兵力を強化したとの説が大きいが、江戸時代には支配層の武士たちが都市生活で家計費用がかさみ弱体化し、半農制の兵士的な有力さを説く意見も多かった。。一方で武士たちを統率する藩主にとっては、配下の武士たちが土地と土着し豪族化することで主従関係に悪影響を及ぼすことを未然に防ぐことができる利点があった。
戦国時代を扱ったコンピューターゲーム等では徴兵制や古代ローマの職業軍人制と類似した制度として扱われてることもあるが、史実では内容も目的もそれら2つとは大きく異なる。

## 歴史

### 中世期
日本の中世期においては、幕府の地頭、御家人、その郎党といった正規の武士以外に地侍（土豪）、野伏、農民等も武装していた。武士は律令時代の武装開拓農場主を出自とし、農場主が小作人の子弟を郎党として戦時の体制を構成していたため、兵と農は不離あるいは同義語に近く、飢饉時の食料略奪や水争いによる農村間での武力抗争が行われた。また政府の治安維持を担う機能がほぼ都市部に限られ、流通業者も武装しなければならず、農業系武士の代表が鎌倉幕府の御家人たちであるならば、商業系武士の代表としては鉱山経営者であり運輸業者であったといわれる楠木正成等が挙げられる。また寺社も境内や寺領の自衛、政治介入、宗派抗争のために僧兵という軍事制度を持ち、信仰と権威を背景としたその規模は武士団を上回ることもあった。
つまり武装を必要としない江戸時代の安定を見るまでは、経済的に許される範囲においてあらゆる階層が武装しており、その軍事力を背景として朝廷から任じられた守護職以上の地域影響力を保持することもあり、朝廷や守護への納税を拒否し荘園公領制を形骸化させる要因となった。

### 戦国時代
戦国時代後期に、その武装しているあらゆる階層の中から、惣村から大名や領主、国人に戦力や戦場用務を提供する武家奉公人が現れる。奉公人は、その給与のほか略奪、人取りによる人身売買、苅田などが許されていた。彼らは軍の構成の58%を占めていた。大坂冬の陣、加賀藩400石取りの武士を例にとると侍衆の若党1 - 2人、馬引きや槍持ちの下人3 - 6人、他に労役農民の人夫1 - 2人を連れるよう規定されていた。戦闘する侍衆の多くは惣村経営の主導者層である。軍役は侍のつとめであって百姓のつとめではない、という考えを中世的兵農分離という。戦国時代後期には、武家からの兵力動員の求めを忌避し、一定の兵の専業化と身分の区別が進んでいた。非戦闘員の兵糧運搬などの人夫の課役はあったが、戦闘員ではなかった。戦国大名により、それ以外の農民の武器も自弁の戦時動員も画策されたが、村奉公衆と区別され、北条氏は豊臣氏との戦争で緊急の村人を戦闘員として戦時動員したが、反発を恐れていた。武田戦も含め非常時として3回民衆動員令が村請に依存して徴兵がなされたが、不正申告・動員忌避の抵抗が多く、「人夫なら出すが兵は出せぬ」と抵抗理由に、中世的兵農分離を盾にして徴兵忌避をし、それを大名家の武力で覆すことはできなかった。武家奉公人には、戦闘ではなく労働力の提供層とされた中間や小物なども存在していた。
武家奉公人の中には主従関係で日常的に雇われている奉公人と、戦時だけ雇われる下々奉公人とが存在した。その多くが金銭や米で雇われていた。戦国時代は渡り奉公人が盛んで、凶作と飢饉の続く中では一大産業であった。大名・領主層にとって、有能な奉公人の確保を巡りその流動は紛争の種であった。
継続的に戦闘が行われる戦国期においては、戦国大名は迅速、長期的に政略的・軍事的要地に精兵動員が必要であったが、この中世的兵農分離下では召集するのに時間が掛かった。また彼らの郎党には半士半農の者が多く、農繁期の動員に対して不満をもたれるといった問題もあった。そのような中、応仁の乱前後の社会情勢の中で生まれた足軽は傭兵としての側面を持ち、農業・商業という生産物ではなく、戦闘力の提供層を形成した。骨皮道賢や雑賀衆や村上水軍のように傭兵集団を組織する者も現れた。寺社勢力も利害が一致した大名へ僧兵を援軍としたり境内を本陣として提供した。このように戦国時代下において惣村・寺社・海賊衆は大名の支配下には完全に組み込まれず、利害関係をもって対等な立場でお互いを利用する関係であった。忠誠の義務もないため戦況その他情勢によって簡単に与力先を鞍替えするため、戦国大名にとっては統治のリスク要因でもあった。
戦国末期になると、農業生産力が向上して足軽などの非生産者にも食料が行き渡るようになり、商業発展により経済力をつけた戦国大名の一部には、長期的に兵力を保持する必要から、足軽を継続して雇用したり、家臣団に組み入れる勢力も現れた。加えて村落に居住する侍衆を直接的な農業経営から分離して城下に集めて専任の職業軍人とすれば、召集に必要な時間を短縮できて農繁そして期出兵の問題も解決できた。直臣とすることで忠誠の義務を負わせることで戦況不利時の逃亡や寝返りリスクを軽減することが可能となり、武具の質や軍制の統一も可能となった。しかし非武家階級にとって戦国大名の直臣になるということは、地域の独立勢力として保持してきた軍事・経済的利権を失うことと同義であるため拒絶する勢力も少なくなかった。

### 織豊政権
織田政権により大名への完全従属を拒否する惣村・寺社・商人衆への屈服政策が行われた。軍事的には延暦寺焼き討ちや天正伊賀の乱や第一次紀州征伐が起き、織田に仇なすとみなされた堺の一部商人衆も誅殺された。経済的には近畿地方の検地が行われ、寺社の特権となっていた広大な寺領は朝廷の御朱印がないという理由で没収され、検地を拒否した寺社は焼き討ちされた。家臣の領国についても柴田勝家が越前国で検地を開始し細川藤孝の丹後国でも続けられた。
支配下武士については馬廻衆や弓衆の近習武士と家族たちの城下町への集住が強制されるがそれ以外の、重臣を含めた武士層の妻子たちはこれまで同様領地で暮らしていた。また、身分法令や政策は出さなかった。
豊臣秀吉が天下を統一し、豊臣政権で天正19年8月令や天正20年正月令で惣無事令や人掃令で身分法令とされるものが発布された。惣村制下で行われてきた村落自身が武力によって相論を解決することを禁じる喧嘩停止令を発布した｡また数十万石に及ぶこともあった各寺社の寺領も１国１万石以下と大幅に制限され僧兵制度も解体された。刀狩で、百姓・寺社から大刀・脇差の二刀帯刀権を剥奪等の武装解除を実施し、武士身分の標識とした。さらに検地で土地権利者と年貢納入者の名請人（なうけにん）に農民を当て身分を固定した。検地の名請人は、年貢納入責任者を決定するもので、百姓身分を決定せず、侍・武士、商人や職人など他の身分に属するものがいた。これらは身分制度を固定する政策だとされてきた。一連の施策により雑賀衆に代表される惣村勢力と比叡山延暦寺、本願寺、根来寺に代表される寺社勢力は中世から戦国時代にかけて保持し続けてきた大名に匹敵する軍事・経済力を失うこととなった。海上においても海賊停止令と漁民に対する刀狩により海賊勢力を解体して、警護料などの金銭徴収や漁場争いによる戦闘行為を禁止し、大名の水軍武士と漁民に分離するものであった。
武士階級の中においても、兵農分離により所領農村との結合が一定に抑えられ、中世における地侍（土豪）や国衆のような一定の独立性をもって大名に従うという主従関係は否定され、大名の中央集権化が促進された。所領農村と密に結合した地侍は主君の転封・改易の際に同行を拒否し武装を保持したまま帰農し、新領主への服従を拒否し一揆を起こす事が多く(葛西大崎一揆、肥後国人一揆、浦戸一揆)、高頻度で転封を行う豊臣・徳川政権の全国統治の妨げとなったため、そのリスクを未然に摘み取ることが目的である。
また兵農分離による家臣の城下への強制集住は、京都・伏見に大名の妻子の居住が人質として強制され、大名らも京都・伏見在住が長くなったが、国元へ帰国が許されていた。また武士層全体への都市居住政策は無かった。大名の妻子らの城下への強制集住は、楽市楽座とともに、城下町発展の大きな要因となる。
一連の政策により武士による土地支配の明文化と非武士階級による武士の認可を得ない土着利権の禁止が徹底された。そしてその施策を形骸化させないための軍事的裏付けとして武士以外の武装の剥奪が行われたことにより、武士による中央集権体制が確立した。武士内部においても家臣武士の所領との土着かもたらす独立性は大幅に削減され大名・藩主の中央集権化が進んだ。統治と治安を不安定化させてきた惣村同士の水争いや寺社同士の宗派抗争に代表される非武士階級による私闘、朝廷や武家に対する抵抗は機会・規模共に大幅に減少し後の江戸時代の安定の基礎となった。兵農分離はその目的達成のための政策の１つであり、刀狩や海賊停止令他同時期に行われた政策と不可分であると言える。

### 兵農分離政策研究の転換
身分固定令とされてきた豊臣時代の2令は、朝鮮侵攻への奉公人逃亡禁止と確保のためのものだとの指摘が大きくなっている。また検地帳の名請人は近江国など畿内でも信用を担保できる豊臣秀吉の直臣が多く記載されることがあり、一領具足という兵農分離とは真逆の政策を行ってきた土佐国の長宗我部氏でも、豊臣臣従後に行われた検地で作成されほぼ全帳が残る検地帳の名請人に武士身分の記載が多くあり、事実上一領具足が継続となった。その地域の政情や経済力に応じて政策の浸度を浅くする柔軟性はあったようである。。また家臣の城下集住も各領地単位では強制政策は無く、豊臣政権以降高頻度で転封が続いたことで城下にまず居住したが、転封先での武士と新領地との結合の強さが一定以上にならずそのまま城下集住になったという説が大きくなっている。また検地により把握した石高の土地から家臣を移動させて同石高の土地を与える政策を取っていて転封と同様の効果を与えた。
こうして進んだ武士層の城下集住と、帯刀権規制が江戸時代に一時緩むが再度規制され、兵農分離に大きな役割を果たしたと、指摘されている。

### 江戸時代
江戸時代に入るとこの方針は一層強化され、支配階層を武士として、それ以外の農民、職人、商人と厳密に区別された。武士と平民が褒章として名字や帯刀権限を与えられた者以外は公的には使用できなくなった。法令上は、身分の移動は行えなくなった。しかし、下級武士の権利が江戸時代後期には御家人株として取り引きされるようになり、その後、譜代身分さえ取引され、その後代に勝海舟など子孫が栄達した例もある。また農民から商人の移動は多くされるようになった。
徳川家康親衛隊の八王子千人同心や百人組、地方の外様大名である高知藩の郷士、米沢藩、相馬藩、長州藩、佐賀藩、熊本藩、鹿児島藩などのように政策的に半農制を残した地区や食糧生産量における自給率が厳しい地域では江戸時代末期まで兵農（商工）分離がされず、家臣の多くが農村地帯や町人地に居住したという事例も多い。
また飢饉以外では食糧自給率が足りていた仙台藩でも警備の人員上藩士に臨時に取り立てる例もあった。

### 明治時代以降
やがて明治維新によって明治時代になると、「四民平等」を建前として、近代的な身分制度が創出され、1870年（明治3年）に平民苗字許可令、さらに平民苗字必称義務令や廃刀令などが公布。苗字帯刀などの武士の特権とされた制度も、帯刀は廃止。名字も平等になり、特権とはならなくなり、武士と平民の境目は無くなった。その名残は戸籍に「士族」や「平民」などと記されるだけとなった。第二次世界大戦後1947年（昭和22年）の民法改正による家制度廃止により戸籍における族称の記載も完全に廃止された。